# Sân bay quốc tế Brunei
Sân bay quốc tế Brunei (Malay (Roman Script): Lapangan Terbang Antarabangsa Brunei; (chữ Jawi): برني) (IATA: BWN, ICAO: WBSB) là sân bay đầu tiên của Brunei. Vận tải hàng không thương mại ở Brunei bắt đầu từ năm 1953 với việc thiết lập các tuyến bay nối Bandar Seri Begawan với Anduki ở Quận Belait. Các chuyến bay ban đầu đến Malaysia được cung cấp từ Labuan ở Sabah và Lutong ở Sarawak. Các dịch vụ hàng không được hoạt động từ khu vực Berakas trên một đường băng dược Nhật Bản xây trong Chiến tranh thế giới thứ 2 với tên gọi là Sân bay Brunei. Do nhu cầu vận chuyển tăng những năm 1970, Brunei đã xây dựng một sân bay mới ở Mukim Berakas ở quận Brunei-Muara và hoạt động từ năm 1974. Sân bay này hiện có công suất 2 triệu khách và 50.000 tấn hàng/năm. Năm 2005, sân bay này phục vụ 1,3 triệu lượt khách. 

## Các hãng hàng không và các tuyến điểm
| Hãng hàng không       | Các điểm đến |
| --------------------- | --- |
| AirAsia               | Kota Kinabalu, Kuala Lumpur |
| Cebu Pacific          | Manila [từ 22.08] |
| Malaysia Airlines     | Kota Kinabalu, Kuala Lumpur |
| Royal Brunei Airlines | Auckland, Bangkok-Suvarnabhumi, Brisbane, Dubai, Thành phố Hồ Chí Minh, Hong Kong, Jakarta-Soekarno Hatta, Jeddah, Kota Kinabalu, Kuala Lumpur, Kuching, London-Heathrow, Manila, Melbourne [từ 1.12], Perth, Shanghai-Pudong, Singapore, Surabaya |
| Singapore Airlines    | Singapore |